# Sportgemeinschaft 09 Wattenscheid 2003-2004
Questa voce raccoglie le informazioni riguardanti la Sportgemeinschaft 09 Wattenscheid nelle competizioni ufficiali della stagione 2003-2004.

## Stagione
Nella stagione 2003-2004 il Wattenscheid, allenato da Hans Bongartz, concluse il campionato di Regionalliga nord al 15º posto e fu retrocesso in Oberliga.

## Rosa
| N. |                      | Ruolo | Calciatore        |
| -- | -------------------- | ----- | ----------------- |
| 1  | Germania (bandiera)  | P     | Christoph Jacob   |
| 4  | Germania (bandiera)  | D     | Andreas Teichmann |
| 5  | Germania (bandiera)  | D     | Uwe Grauer        |
| 6  | Germania (bandiera)  | C     | Markus Katriniok  |
| 8  | Germania (bandiera)  | D     | Bastian Pinske    |
| 8  | Germania (bandiera)  | C     | Selcuk Dede       |
| 9  | Germania (bandiera)  | C     | Thomas Puschmann  |
| 10 | Rep. Ceca (bandiera) | C     | Jiří Homola       |
| 11 | Turchia (bandiera)   | C     | Farat Toku        |
| 12 | Germania (bandiera)  | C     | Markus Ehrhard    |
| 14 | Germania (bandiera)  | C     | Dennis Lucke      |
| 15 | Germania (bandiera)  | D     | Michael Stuckmann |
| 16 | Camerun (bandiera)   | A     | Charly Kuntz      |
| 17 | Germania (bandiera)  | C     | Danny Thönes      |

| N. |                     | Ruolo | Calciatore        |
| -- | ------------------- | ----- | ----------------- |
| 18 | Germania (bandiera) | A     | Alexander Löbe    |
| 19 | Germania (bandiera) | A     | Benjamin Maizi    |
| 20 | Germania (bandiera) | C     | Tim Jerat         |
| 21 | Germania (bandiera) | P     | Henning Schubert  |
| 22 | Germania (bandiera) | C     | Tobias Weis       |
|    | Germania (bandiera) | P     | Michael Joswig    |
|    | Germania (bandiera) | D     | Stephan Dragowich |
|    | Germania (bandiera) | D     | Michael Jost      |
|    | Germania (bandiera) | D     | David Klimek      |
|    | Germania (bandiera) | C     | Kai Koitka        |
|    | Germania (bandiera) | C     | Patrick Nolden    |
|    | Germania (bandiera) | C     | Robert Ratkowski  |
|    | Germania (bandiera) | C     | Marcel Witeczek   |
|    | Germania (bandiera) | A     | Guido Silberbach  |

## Organigramma societario
Area tecnica
- Allenatore:
- Allenatore in seconda:
- Preparatore dei portieri:
- Preparatori atletici:
- Analisi video:

## Calciomercato

### Sessione estiva
| Acquisti | Acquisti         | Acquisti            | Acquisti |
| R.       | Nome             | da                  | Modalità |
| -------- | ---------------- | ------------------- | -------- |
| C        | Tim Jerat        | Bayer Leverkusen II |          |
| D        | David Klimek     | Fortuna Sittard     |          |
| C        | Kai Koitka       | TuS Hordel          |          |
| D        | Adam Maurer      | Verl                |          |
| D        | Bastian Pinske   | Borussia Dortmund   |          |
| P        | Henning Schubert | Bochum II           |          |
| C        | Danny Thönes     | Bayer Leverkusen II |          |

| Cessioni | Cessioni        | Cessioni               | Cessioni |
| R.       | Nome            | a                      | Modalità |
| -------- | --------------- | ---------------------- | -------- |
| A        | Halil Altıntop  | Kaiserslautern         |          |
| C        | Hamit Altıntop  | Schalke 04             |          |
| C        | Marc Bach       | Wuppertal              |          |
| D        | Carsten Baumann | Rot-Weiss Essen        |          |
| A        | Sergej Dikhtiar | Meppen                 |          |
| A        | Volkan Kiral    | Gençlerbirliği         |          |
| D        | Andreas Köster  | Schwarz-Weiß Essen     |          |
| D        | Arthur Matlik   | SV Vorwärts Kornharpen |          |
| P        | Rene Renno      | Rot-Weiss Essen        |          |

### Sessione invernale
| Acquisti | Acquisti       | Acquisti  | Acquisti |
| R.       | Nome           | da        | Modalità |
| -------- | -------------- | --------- | -------- |
| P        | Michael Joswig | Paderborn |          |

| Cessioni | Cessioni    | Cessioni | Cessioni |
| R.       | Nome        | a        | Modalità |
| -------- | ----------- | -------- | -------- |
| D        | Adam Maurer | Verl     |          |

## Risultati

### Regionalliga

#### Girone di andata
| Arbitro: | Hoyzer |

|               |           |           |
| Katriniok 83’ | Marcatori | 90’ Hanke |

| Arbitro: | Jauch |

|                                                   |           |                     |
| Fröhlich 3’ (rig.), 58’ Jovanović 65’ Neubert 72’ | Marcatori | 15’ Löbe 64’ Homola |

| Arbitro: | Grudzinski |

|  |           |                        |
|  | Marcatori | 39’ Gensler 50’ Kohout |

| Arbitro: | Steinhaus-Webb |

|                          |           |                             |
| Moheit 12’ Steegmann 78’ | Marcatori | 34’ Katriniok 84’, 89’ Löbe |

| Arbitro: | Ittrich |

|                                         |           |                                  |
| Katriniok 6’, 26’ Löbe 29’ Witeczek 45’ | Marcatori | 36’ (rig.) Schiersand 71’ Wojcik |

| Arbitro: | Anklam |

|                                               |           |                        |
| Yildirim 6’ Lintjens 13’, 43’ Koen 79’ (rig.) | Marcatori | 57’ Löbe 82’ Katriniok |

| Arbitro: | Koch |

|          |           |                      |
| Löbe 89’ | Marcatori | 75’ Meißner 88’ Lenk |

| Arbitro: | Kasper |

|                                               |           |                          |
| Gerov 17’ (rig.) Cartus 69’ Grauer 75’ (aut.) | Marcatori | 14’ Katriniok 30’ Homola |

| Arbitro: | Rosenkranz |

|          |           |                                              |
| Löbe 52’ | Marcatori | 9’ Trojan 10’ Stijepic 86’ Iyodo 89’ Büskens |

| Arbitro: | Kuhl |

|  |           |                     |
|  | Marcatori | 26’ Löbe 77’ Homola |

| Arbitro: | Steinhaus-Webb |

|                               |           |                          |
| Löbe 40’ Katriniok 83’ (rig.) | Marcatori | 4’ Kujat 75’, 85’ Koslov |

| Arbitro: | Lupp |

|  |           |               |
|  | Marcatori | 52’ Ratkowski |

| Arbitro: | Schößling |

|          |           |                                                      |
| Löbe 51’ | Marcatori | 8’, 17’, 56’ Kuru 11’ Wittke 40’ Lenze 53’ Friedrich |

| Neumünster 1º novembre 2003, ore 14:00 CET 14ª giornata | Neumünster     | 0 – 0 referto | Wattenscheid 09 | VfR-Stadion (1 057 spett.)\| Arbitro: \| Schempershauwe \| |
| Arbitro:                                                | Schempershauwe |               |                 |                                                            |

| Arbitro: | Plaggenborg |

|          |           |  |
| Löbe 27’ | Marcatori |  |

| Arbitro: | Ittrich |

|                             |           |          |
| Arnold 58’ (rig.) Fuchs 89’ | Marcatori | 40’ Löbe |

| Arbitro: | Kasper |

|                      |           |               |
| Katriniok 25’ (rig.) | Marcatori | 10’ Antwerpen |

#### Girone di ritorno
| Arbitro: | Winkmann |

|                     |           |                       |
| Gibbs 45’ Musci 49’ | Marcatori | 35’ Löbe 86’ Witeczek |

| Arbitro: | Kemmling |

|  |           |              |
|  | Marcatori | 14’ Wagefeld |

| Arbitro: | Grudzinski |

|  |           |           |
|  | Marcatori | 2’ Homola |

| Arbitro: | Otte |

|                     |           |                                |
| Jost 42’ Koitka 82’ | Marcatori | 5’, 38’ (rig.) Haas 15’ Mamoum |

| Arbitro: | Seemann |

|  |           |              |
|  | Marcatori | 5’ Katriniok |

| Bochum 19 marzo 2004, ore 19:30 CET 23ª giornata | Wattenscheid 09 | 0 – 0 referto | Rot-Weiss Essen | Lohrheidestadion (5 483 spett.)\| Arbitro: \| Melms \| |
| Arbitro:                                         | Melms           |               |                 |                                                        |

| Arbitro: | Gräfe |

|                         |           |  |
| Fillinger 83’ Simic 90’ | Marcatori |  |

| Arbitro: | Bornhöft |

|          |           |            |
| Löbe 43’ | Marcatori | 12’ Donkov |

| Arbitro: | Otte |

|                      |           |                         |
| Pander 30’ Agali 35’ | Marcatori | 8’ Katriniok 41’ Koitka |

| Arbitro: | Plaggenborg |

|                                   |           |  |
| Löbe 48’ Katriniok 53’ Homola 62’ | Marcatori |  |

| Arbitro: | Bornhorst |

|                          |           |                                           |
| Koslov 18’ Schönberg 90’ | Marcatori | 12’ Katriniok 43’ Teichmann 72’, 77’ Löbe |

| Arbitro: | Melms |

|                          |           |                                         |
| Homola 23’ Ratkowski 66’ | Marcatori | 30’ Nickenig 55’, 69’ Ndjeng 63’ Pagano |

| Arbitro: | Ittrich |

|                                      |           |                      |
| Rolfes 32’ Banović 37’, 76’ Kuru 54’ | Marcatori | 29’ Pinske 90’ Kuntz |

| Arbitro: | Rosenkranz |

|                                     |           |  |
| Teichmann 17’ Löbe 42’ Witeczek 90’ | Marcatori |  |

| Arbitro: | Koch |

|  |           |                                     |
|  | Marcatori | 4’ Stuckmann 62’ Löbe 66’ Katriniok |

| Arbitro: | Stachowiak |

|  |           |                    |
|  | Marcatori | 63’ Bick 88’ Fuchs |

| Arbitro: | Frank |

|              |           |  |
| Hauswald 45’ | Marcatori |  |

## Statistiche

### Statistiche di squadra
| Competizione      | Punti | In casa | In casa | In casa | In casa | In casa | In casa | In trasferta | In trasferta | In trasferta | In trasferta | In trasferta | In trasferta | Totale | Totale | Totale | Totale | Totale | Totale | DR |
| Competizione      | Punti | G       | V       | N       | P       | Gf      | Gs      | G            | V            | N            | P            | Gf           | Gs           | G      | V      | N      | P      | Gf     | Gs     | DR |
| ----------------- | ----- | ------- | ------- | ------- | ------- | ------- | ------- | ------------ | ------------ | ------------ | ------------ | ------------ | ------------ | ------ | ------ | ------ | ------ | ------ | ------ | -- |
| Regionalliga nord | 40    | 17      | 4       | 4       | 9       | 23      | 32      | 17           | 7            | 3            | 7            | 28           | 28           | 34     | 11     | 7      | 16     | 51     | 60     | -9 |
| Totale            | 40    | 17      | 4       | 4       | 9       | 23      | 32      | 17           | 7            | 3            | 7            | 28           | 28           | 34     | 11     | 7      | 16     | 51     | 60     | -9 |

### Andamento in campionato
| Giornata  | 1  | 2  | 3  | 4  | 5  | 6  | 7  | 8  | 9  | 10 | 11 | 12 | 13 | 14 | 15 | 16 | 17 | 18 | 19 | 20 | 21 | 22 | 23 | 24 | 25 | 26 | 27 | 28 | 29 | 30 | 31 | 32 | 33 | 34 |
| --------- | -- | -- | -- | -- | -- | -- | -- | -- | -- | -- | -- | -- | -- | -- | -- | -- | -- | -- | -- | -- | -- | -- | -- | -- | -- | -- | -- | -- | -- | -- | -- | -- | -- | -- |
| Luogo     | C  | T  | C  | T  | C  | T  | C  | T  | C  | T  | C  | T  | C  | T  | C  | T  | C  | T  | C  | T  | C  | T  | C  | T  | C  | T  | C  | T  | C  | T  | C  | T  | C  | T  |
| Risultato | N  | P  | P  | V  | V  | P  | P  | P  | P  | V  | P  | V  | P  | N  | V  | P  | N  | N  | P  | V  | P  | V  | N  | P  | N  | N  | V  | V  | P  | P  | V  | V  | P  | P  |
| Posizione | 10 | 15 | 15 | 12 | 10 | 12 | 13 | 13 | 13 | 13 | 14 | 13 | 14 | 15 | 14 | 15 | 14 | 14 | 15 | 13 | 15 | 15 | 15 | 15 | 15 | 15 | 12 | 11 | 14 | 14 | 13 | 11 | 13 | 15 |

Legenda:

Luogo: C = Casa; T = Trasferta. Risultato: V = Vittoria; N = Pareggio; P = Sconfitta.

### Statistiche dei giocatori
| S. Dede       | 2  | 0  | 0 | 0 |
| S. Dragowich  | 7  | 0  | 2 | 0 |
| M. Ehrhard    | 20 | 0  | 2 | 0 |
| U. Grauer     | 24 | 0  | 5 | 0 |
| J. Homola     | 33 | 6  | 4 | 0 |
| C. Jacob      | 4  | 0  | 0 | 0 |
| T. Jerat      | 23 | 0  | 4 | 0 |
| M. Jost       | 3  | 1  | 1 | 0 |
| M. Joswig     | 15 | 0  | 2 | 0 |
| M. Katriniok  | 30 | 13 | 3 | 0 |
| D. Klimek     | 6  | 0  | 1 | 0 |
| K. Koitka     | 13 | 2  | 1 | 0 |
| C. Kuntz      | 15 | 1  | 1 | 0 |
| D. Lucke      | 0  | 0  | 0 | 0 |
| A. Löbe       | 34 | 19 | 2 | 0 |
| B. Maizi      | 8  | 0  | 1 | 0 |
| A. Maurer     | 3  | 0  | 0 | 0 |
| P. Nolden     | 0  | 0  | 0 | 0 |
| B. Pinske     | 33 | 1  | 7 | 0 |
| T. Puschmann  | 23 | 0  | 3 | 0 |
| R. Ratkowski  | 21 | 2  | 5 | 1 |
| H. Schubert   | 15 | 0  | 0 | 0 |
| G. Silberbach | 0  | 0  | 0 | 0 |
| M. Stuckmann  | 31 | 1  | 4 | 0 |
| A. Teichmann  | 22 | 2  | 4 | 1 |
| D. Thönes     | 7  | 0  | 0 | 0 |
| F. Toku       | 26 | 0  | 3 | 0 |
| T. Weis       | 0  | 0  | 0 | 0 |
| M. Witeczek   | 29 | 3  | 3 | 0 |